# 大成桥镇
大成桥镇（原“大成桥乡”）是中国湖南省宁乡市下辖镇，位于宁乡市中部。地缘上，大成桥北与喻家坳乡、煤炭坝镇接壤，西与双凫铺镇毗邻，南连资福乡、坝塘镇，东接回龙铺镇。辖域面积58平方公里，人口约3.2万人（2000年人口普查31,355人）。

## 历史
现大成桥镇于1995年由原大成桥乡、成功塘乡和油麻田乡合并设立“大成桥乡”，2007年（3月8日）改为镇建制。

## 区划
截止2016年，下辖3社区5个行政村，大成桥社区（原大成桥村）、成功塘社区（原成功塘村）、清泉社区（原青泉村），玉新村、二泉村、梅鸣村、鹊山村和永盛村。

## 地理
沩水流经大成桥镇。
大成桥原为宁乡县煤炭主产地，1990年代中期最高年份煤产量近百万吨，现煤炭资源接近枯竭，年产煤量约40万吨。

## 教育
- 小学：大成桥镇中心小学、梅塘学校、繁荣完全小学
- 初中：大成桥镇中学、油麻田初级中学

## 交通
省道S209从东西方穿过大成桥镇。
省道S206往北方进入灰山港镇，和益娄高速公路有灰山港互通。
县道X091从东方到西方经过大成桥镇。